# ジャネット・ステュアート
ジャネット・ステュアート（Lady Janet Stewart, 1510年頃 - 1562年頃）は、スコットランドの貴族女性。スコットランド王ジェームズ4世の庶出の娘。フレミング卿夫人（Lady Fleming）。姪にあたるスコットランド女王メアリーの養育係（ガヴァネス）を務めた。女王の輿入れ先フランスに渡り、フランス王アンリ2世の愛人となって庶子を産んだ。フランスでは「麗しのスコットランド女（la Belle Écossaise）」と呼ばれた。

## 生涯
ジャネットはジェームズ4世王の、知られている限りでは8番目の庶子として生まれた。ジェームズ5世王（嫡出子）、大法官を務めたセント・アンドルーズ大司教アレグザンダー・ステュアートとは異腹のきょうだいにあたる。生母は初代バカン伯爵ジェームズ・ステュアートの娘で、ジェームズ4世の4番目の公妾となったイザベル・ステュアート（? - 1557年）である。両親はスコットランド王妃ジョーン・ボーフォートを共通の曾祖母・祖母とする従叔母・従甥の関係にあった。
1524/5年、第3代フレミング卿マルコム・フレミングと結婚した。マルコムとは親族関係（affinity）にあったため、結婚に際しては教会の特免を必要とした。夫妻の間には8人の子供が生まれたが、フレミング卿は1547年のピンキー・クルーフの戦いで戦死した。翌1548年、おそらく妾腹の娘ながらステュアート王家の血を引くことを理由に、姪にあたる幼いメアリー女王の養育係（ガヴァネス）に任命された。ジャネット自身の娘メアリー・フレミングも、女王に仕える4人の女官の1人に取り立てられた。
同年、メアリー女王が南方のイングランドからのラフ・ウーイング（The Rough Wooing）攻勢から逃れてフランス王太子（後のフランソワ2世王）に輿入れすることが決まると、フレミング母娘も女王に随行して大陸に渡った。しかしジャネットはフランス語を話せないためフランス人の医師に幼い女王の病歴などを伝える能力に欠けていると考えられ、スコットランド国内ではこの人選を疑問視する声も多かった。
フランス宮廷に到着後、ジャネットはその美貌で宮廷の注目を浴びる存在となった。そしてメアリー女王の舅であるアンリ2世王の関心を引くことに成功し、1550年8月頃から王の寵愛を受けるようになった。やがて妊娠してアンリ2世の息子を出産したが、王の寵愛を誇って傲慢な態度が目立ったために王妃カトリーヌ・ド・メディシスと王の最愛の寵姫ディアーヌ・ド・ポワチエ（ヴァランティノワ公爵夫人）の怒りを買い、産後まもなく息子ともどもスコットランドに送り返された。ジャネットの産んだ息子アンリ・ダングレームは後に認知されてフランスの大修道院長、プロヴァンス州知事、レヴァント海提督の地位を授けられた。
1552年、メアリー女王の母マリー・ド・ギーズ王太后と弟のロレーヌ枢機卿との間で、ジャネットを再びフランスに送り込む計画が話し合われた。ジャネット自身は摂政アラン伯にアンリ2世王と再会したいとの意思を示していたが、マリー王太后はカトリーヌ王妃の機嫌を損ねないよう、ジャネットのフランス渡航を断念させている。アンリ2世およびマリー王太后没後の1560年8月22日、ジャネットは息子アンリとともにスコットランド枢密院から出国の許可を得て、フランスに再渡航した。

## 子女
夫フレミング卿との間には8人の子女をもうけた。
- ジェームズ・フレミング（1558年没） - 第4代フレミング卿、スコットランド王侍従長
- ジョン・フレミング（1572年没） - 第5代フレミング卿、ウィグトン伯爵家（Earl of Wigtown 1747年断絶）の祖
- ジョアンナ・フレミング - ジョン・リヴィングストン（第5代リヴィングストン卿嗣子、1547年のピンキー・クルーフの戦いで陣没）と初婚、その後2度結婚
- ジャネット・フレミング - リチャード・ブラウン（ハートリー地主の嗣子）と結婚
- アグネス・フレミング（1597年以前に没） - 第6代リヴィングストン卿ウィリアム・リヴィングストンと結婚
- マーガレット・フレミング（1586年以前に没） - グラハム卿ロバート・グラハム（第2代モントローズ伯爵嗣子、1547年のピンキー・クルーフの戦いで陣没）と初婚、1548/9年にトマス・アースキン（第17代マー伯爵の弟、外交官）と再婚、1557年に第4代アソル伯爵ジョン・ステュアートと3度目の結婚
- メアリー・フレミング（1573年以前に没） - スコットランド女王メアリーの女官、女王の秘書官サー・ウィリアム・メイトランドと結婚
- エリザベス・フレミング（1550年以前に没） - 1540/1年、第5代クライトン・オブ・サンクア卿ウィリアム・クライトンと結婚

フランス王アンリ2世との間に非嫡出の息子を1人もうけた。
- アンリ・ド・ヴァロワ（1551年 - 1586年） - アングレーム騎士、大修道院長、プロヴァンス州知事、レヴァント海提督